# Cantón de Cesson-Sévigné
El cantón de Cesson-Sévigné era una división administrativa francesa, que estaba situada en el departamento de Ille y Vilaine y la región de Bretaña.

## Composición
El cantón estaba formado por dos comunas:
- Acigné
- Cesson-Sévigné

## Supresión del cantón de Cesson-Sévigné
En aplicación del Decreto nº 2014-177 de 18 de febrero de 2014, el cantón de Cesson-Sévigné fue suprimido el 22 de marzo de 2015 y sus 2 comunas pasaron a formar parte; una del nuevo cantón de Betton y otra del nuevo cantón de Liffré.